# Gregers Krabbe
Gregers Krabbe (né le 12 janvier 1594, dans le Jutland, décédé le 20 décembre 1655 à Akershus) était un noble danois, un diplomate du roi Christian IV et Gouverneur général de Norvège durant ses quatre dernières années.

## Biographie

### Origines
Gregers Krabbe est né dans le Jutland, de Niels Krabbe  (décédé en 1597) et de Vibeke Ulfstand (1559-1611). De ses 14 à ses 23 ans, il a vécu à l'étranger, en partie lié à son parcours de formation  (Allemagne, France et Italie).

### Fonctionnaire
De 1617 à 1625, il est secrétaire à la chancellerie danoise. En 1626, il accompagne le roi Christian IV lors de la guerre en Allemagne. À partir de 1627, il est lensherre au fief de Hindsgavl; et de 1639 à 1651 à celui de Riberhus.
Il est membre du conseil national à partir de 1640, et mène de nombreuses missions diplomatiques. En 1640 en Angleterre; en 1641-42, il suit le prince Valdemar Christian en Russie. Il est chevalier de l'Ordre de l'Éléphant en 1648.
Krabbe possédait une certaine fortune. Il est également considéré comme un homme pieux et généreux. En 1648, il a créé une école élémentaire pour les agriculteurs pauvres dans une petite salle de l'hôpital d'Aarestrup. C'est l'école élémentaire la plus ancienne du Danemark.

### Le gouverneur de Norvège
En tant que gouverneur de la Norvège, il a collaboré avec le chancelier Jens Bjelke sur plusieurs initiatives, y compris la construction de grenier à grain et la fortification de Fredrikstad.

### Famille

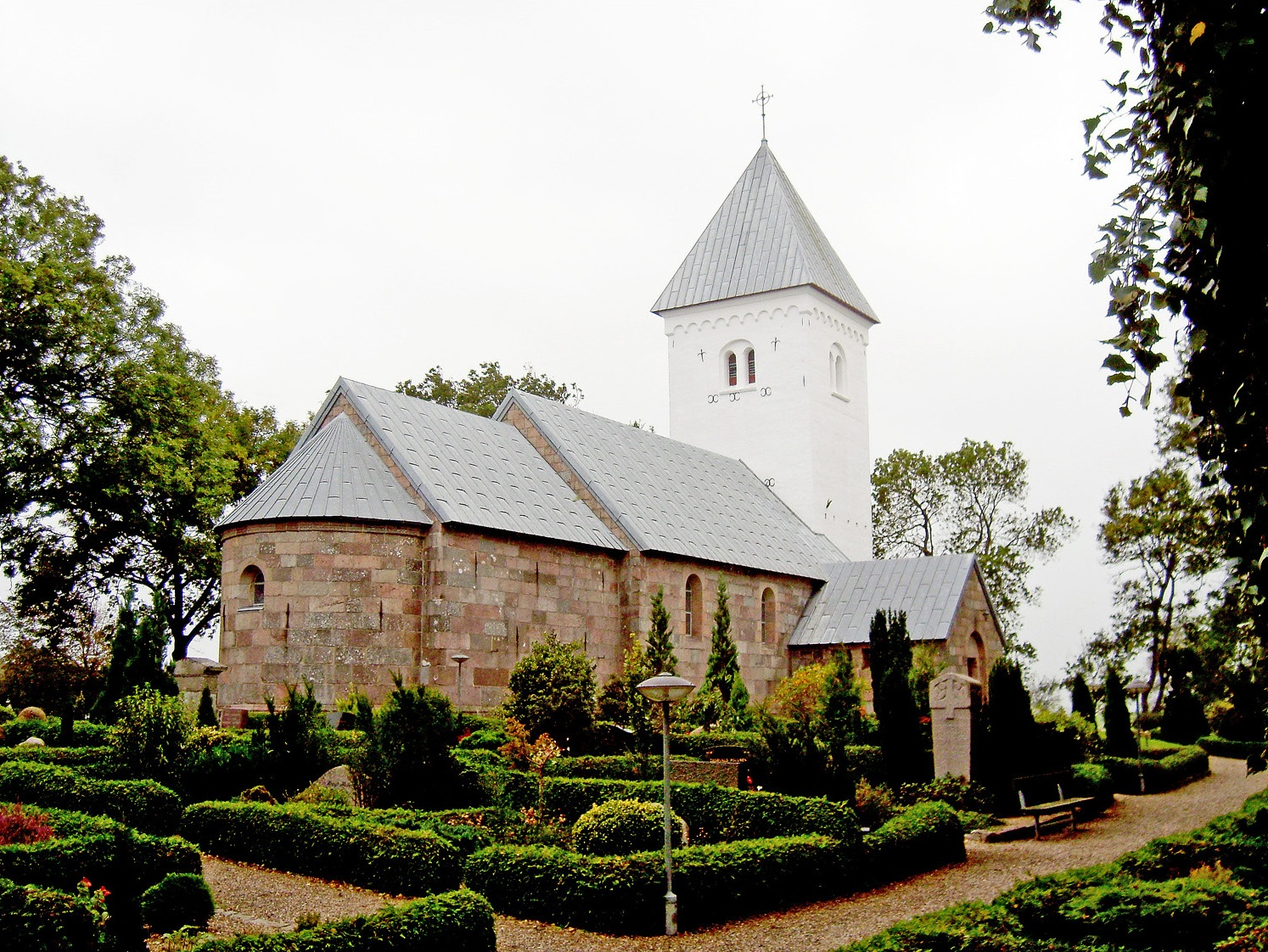
L'église d'Aarestrup où Krabbe est enterré.

Krabbe s'est marié une première fois le 12 septembre 1630 à Odense avec Helvig Corfitsdatter Rud (1613-1638). Puis il s'est marié une seconde fois le 1er février 1646 à Viborg avec Dorthe Daa (1617-1675), la fille de l'amiral Claus Daa. Il a eu plusieurs enfants avec ses deux épouses.
Il était le beau-frère de son successeur, Niels Trolle, en tant que gouverneur de Norvège . Krabbe et sa dernière épouse ont été enterrés dans l'église d'Aarestrup, dans le Jutland.